# Sampelga
Sampelga ist sowohl eine Gemeinde (französisch commune rurale) als auch ein 677 km² große Gebiet umfassendes Departement im westafrikanischen Staat Burkina Faso in der Region Sahel und der Provinz Séno. Die Gemeinde hat in neun Dörfern 19.258 Einwohner und liegt nahe der Grenze zu Niger.
In Sampelga gibt es Manganvorkommen.